# 横江镇 (石城县)
横江镇，是中华人民共和国江西省赣州市石城县下辖的一个乡镇级行政单位。

## 行政区划
横江镇下辖以下地区：
横江社区、横江村、平阳村、丹阳村、烟坊村、姑溪村、齐贤村、珠玑村、张坑村、小姑村、罗家村、开坑村和和平村。